# Villa von Pisões

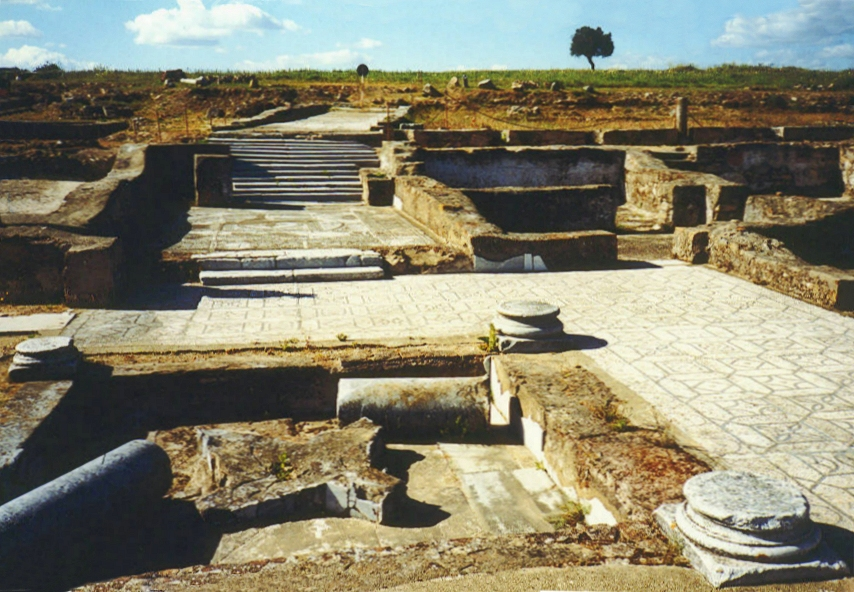
Ruinen von Pisões

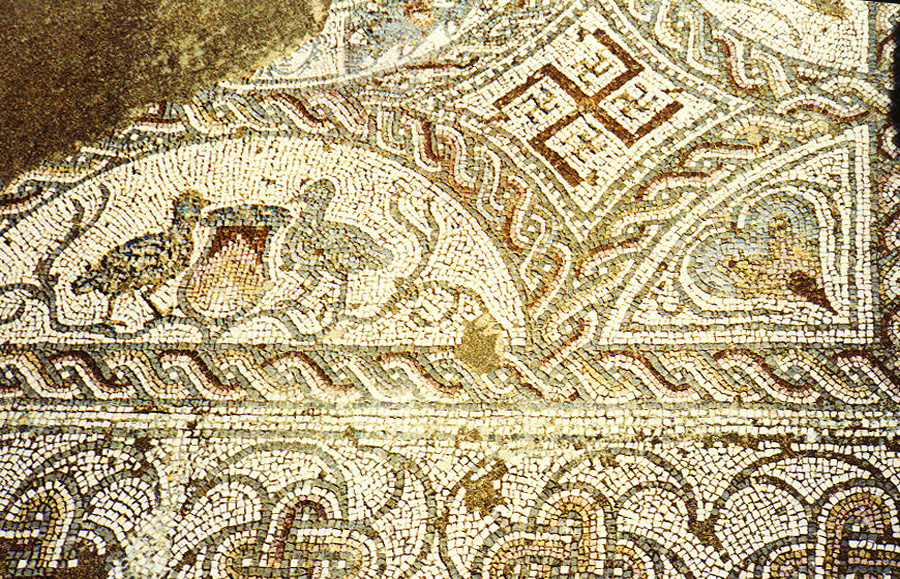
Mosaik in Pisões

Die Ruinen der römischen Villa von Pisões liegen unmittelbar westlich von Beja im Alentejo in Portugal. Die Villa rustica wurde durch Zufall im Jahre 1967 bei landwirtschaftlichen Arbeiten entdeckt. Dort befinden sich über 2000 Jahre alte Mosaike und die Reste der Wasserversorgung. 

## Die Villa rustica
Die Villa von Pisões hat typisch römische Architektur und wurde wie bei der Villa von São Cucufate nur dreiseitig um den nicht mehr geschlossenen Innenhof mit Säulengang erbaut. 
Die Ruinen gehörten zu einem Landwirtschaftsbetrieb, der die römische Stadt Pax Julia (Beja) vom 1. bis 4. Jahrhundert mit Nahrungsgütern versorgte. Gaius Atilius Cordo war einer ihrer Besitzer, dessen Name sich auf einem Altarstein fand. Deutlich sichtbar ist die Einteilung der pars urbana, des Wohnbereichs der Eigentümer. Die Mosaiken mit ihren geometrischen und naturalistischen Motiven sind in den wichtigen der über 40 Räume der pars urbana zu finden. Dort gibt es auch ein gut erhaltenes Hypokaustum (die unterirdische Struktur zur Beheizung) der Thermen und ein Schwimmbecken von olympischen Ausmaßen. In der pars rustica und der pars fructuaria sind die Unterkünfte der Arbeiter und die Lagerräume für das Getreide erkennbar.
Die Villa ist ein anschauliches Beispiel für die Verbindung einer römischen Villa mit einem zugehörigen Wasserspeicher. Die Staumauer liegt unmittelbar nördlich der Villa. Bei São Cucufate gibt es etwas entfernter die Staumauer von Cuba.

## Die Staumauer
Die unverstärkte Staumauer ist 58 m lang, bis zu 4,3 m hoch und über 3 m dick und gehört zum Typ der Gewichtsstaumauern. Das Mauerwerk weist eine Besonderheit auf, die den Damm stabiler macht. Die Mauersteine sind gegeneinander verkeilt. Die Lücken wurden mit kleinen Steinen geschlossen. Wie am Muro da Prega wurde in Schichten gemauert. Von der regelmäßig gesetzten Verkleidung aus größeren, grob zugehauenen Blöcken lässt sich an der Außenseite noch ein guter Eindruck gewinnen. Der Zufluss zu den Wasserbecken und dem Bad der Villa konnte über einen Abfluss geregelt werden, der sich am Fuß der Staumauer befindet. Er ist mit Ziegeln ausgemauert.
Der Damm sperrt ein hydrographisches Becken, das bis nach Beja reicht und 18,6 km² umfasst. Er wurde an der Stelle angelegt, die im Falle eines Hochwassers einen natürlichen Abfluss bot. Für den gefüllten Stausee werden eine Länge von ca. 340 m, eine Staufläche von 31.300 m² (etwa vier Fußballfelder) und ein Stauvolumen von 38.000 m³ angenommen. Der Flurname Pisões wird mit Mühlen in Verbindung gebracht, die zu einer Zeit, als die Staumauer nicht mehr in Gebrauch war, Maschinen zur Wollherstellung angetrieben haben.